# Église Saint-Martin-et-Saint-Sébastien-des-Suisses du Vatican
L'église Saint-Martin-et-Saint-Sébastien-des-Suisses (en italien : chiesa dei Santi Martino e Sebastiano degli Svizzeri), (en français : église des saints Martin et Sébastien des suisses) est un lieu de culte catholique situé au Vatican, près des colonnades de la place Saint-Pierre dans elle est séparée par le ricciolo d'Italia, dans le quartier de la garde suisse pontificale (à proximité de la porte San Pellegrino et du palais apostolique). Il s'agit de l'église nationale Suisse à Rome. L'église fait partie de la paroisse de l'Église Sant'Anna dei Palafrenieri au Vatican.

## Histoire
Les gardes suisses arrivent au service du pape, à Rome, en 1506. Le pape Pie V ordonne la construction d'une chapelle strictement réservée aux gardes, derrière le bastion de Nicolas V. La construction du bâtiment remonte à 1568, sous la direction de l'architecte Nanni di Baccio Bigio. L'église est dédiée à Saint Martin de Tours et Saint-Sébastien, tous deux soldats. Toutefois, le saint patron de la Suisse, est Nicolas de Flue, canonisé en 1947 par le pape Pie XII.
Jusqu'en 1648 et la paix de Westphalie, les gardes suisses germanophones se réunissent dans l'église Santa Maria della Pietà in Camposanto dei Teutonici, où se trouvait un autel latéral leur étant réservé. De 1657 à 1977, les gardes utilisent l'église San Pellegrino pour leurs services religieux.

## Architecture
La façade classique se compose de quatre grandes colonnes doriques supportant un entablement : l'inscription PM Pie V, mentionnée par Forcella, a disparu. Le fronton, qui n'occupe pas toute la ligne de toit, est orné des armoiries de Pie V. La porte d'entrée est surmontée d'un petit fronton triangulaire, surmonté d'un grand hublot. En 1999, le bâtiment est agrandi d'un forum.
La chapelle est décorée de fresques de Giulio Mazzoni, un élève de Giorgio Vasari. Les fresques ont été rénovées entre 1727-1728, par Carlo Roncelli et ont finalement été retirées en 1967, à des fins de conservation et stockées dans les musées du Vatican. Les fresques de l'autel représentent Dieu le Père, tandis que dans la niche de droite est représenté saint Sébastien et dans celle de gauche saint Martin. Le retable représente l' annonciation à la Vierge Marie. Sur le mur de droite, près de l'autel, Jésus-Christ est représenté sur la croix, entouré de Saint-Pierre et Saint-Jean l'Evangéliste. Sur la gauche se trouve la Vierge Marie avec Sainte Anne et l'enfant Jésus.

### Sources
- Du Monte Mario à l'escalier de Saint-Pierre de Rome|journal=Mélanges d'archéologie et d'histoire : Dykmans Marc - 1967 - p. 547–594
- (it) Le chiese di Roma dal secolo IV al XIX : Armellini Mariano
- (it) Iscrizioni delle chiese e d'altri edificii di Roma dal secolo 11 fino ai giorni nostri : Forcella Vincenzo (1869 - Tip. delle scienze matematiche e fisiche p. 79
- (it) Un ufficiale in tonaca per la Guardia del Papa L'Osservatore Romano (2008)
- (it) L'Osservatore Romano
- (it) Le chiese di Roma nel Medio Evo : Hülsen Christian
- (it) Storia degli scavi di Roma e notizie intorno le collezioni romane di antichità : Lanciani Rodolfo Amedeo (1912 - E. Loeschler & Co.)
- (it) Roma nell'anno MDCCCXXXVIII : Nibby Antonio
- (it) Le chiese di Roma : storie, leggende e curiosità degli edifici sacri della Città Eterna, dai templi pagani alle grandi basiliche, dai conventi ai monasteri ai luoghi di culto in periferia : Rendina Claudio (2007 - Newton Compton)
- (en) Dictionary of Painters and Engravers, Biographical and Critical : Michael Bryan
- (en) Encyclopédie Catholique : The Vatican
- (en) The history of the popes from the close of the Middle Ages : Pastor Ludwig (1901 - K. Paul, Trench, Trubner
- (de) Topographie der stadt Rom im alterthum :Jordan Henri
- (de) Ein Christusbild aus der Zeit Leo's III : de Waal Anton (Römische Quartalschrift für christliche Altertumskunde und Kirchengeschichte - 1889 p. 386–390)